# Lomtjärnen (Haverö socken, Medelpad, 691972-145730)
Lomtjärnen är en sjö i Ånge kommun i Medelpad och ingår i Ljungans huvudavrinningsområde.